# ペリリュー島
ペリリュー島（ペリリューとう、Peleliu Island）は、パラオの島の一つ。パラオ諸島の主要な島のひとつで、パラオの主要諸島の南西部に位置する。ペレリュー島、ペリリユウ島、プレリュー島などとも。
北東にカープ島やロックアイランドをはさんで旧首都コロール島や現首都バベルダオブ島があり、南西にはアンガウル島が存在する。面積はおおよそ13km2、標高は最大で50m。ペリリュー州に属しており、同州の住民の多くがこの島に居住しており、州の中心でもある。島内にはクルルクベド、Ongeuldel、Imelechol、Lademisangの4つの村落があるが、Lademisang以外は北部に集中しており、多くの住民がクルルクベドに居住する。

## 日本との関係
第二次世界大戦時には太平洋戦争のマリアナ・パラオ諸島の戦いにおいてペリリューの戦いの中心地となり激しい戦闘が行われ、旧日本軍の歩兵第2・第15連隊は壊滅した。島内で決戦を行った日米軍の遺構が多く残され、多くの戦車やLVT、零戦などの航空機、破壊された停泊中の艦船や上陸用舟艇、兵士の持っていた水筒、ヘルメットなどが島内に点在しているほか、現地民間人等の戦没者墓苑がある。今日の島の植生は主に戦闘によって焼失したあとに再生したものであり、戦争の傷跡を癒している。
明仁天皇・美智子皇后は第二次世界大戦後70周年の2015年4月8日から9日にかけてのパラオ訪問に際し、島の南端に日本国政府が1985年設置した慰霊碑「西太平洋戦没者の碑」を訪問した。

## 交通
船や航空機があり、チャーターでの利用のほか、船は週に2度程度の頻度で定期便が出ている。飛行場としては太平洋戦争当時から存在する日本軍が整備したペリリュー飛行場が利用されている。港は北部に存在するが、水深が浅いために寄港できるのは小型の舟に限られており、日本は港湾の整備のために無償資金協力を行っている。第二次世界大戦時には北に隣接するガドブス島とは橋で結ばれていたが、戦闘で失われ現在はない。

## 観光
ガドブス島などに近い北西の海域がパラオでも有数のダイビングスポットであるほか、第二次世界大戦時の戦跡や戦没者墓苑などが存在する。同島中央部にはペリリュー神社が存在する。

## ギャラリー

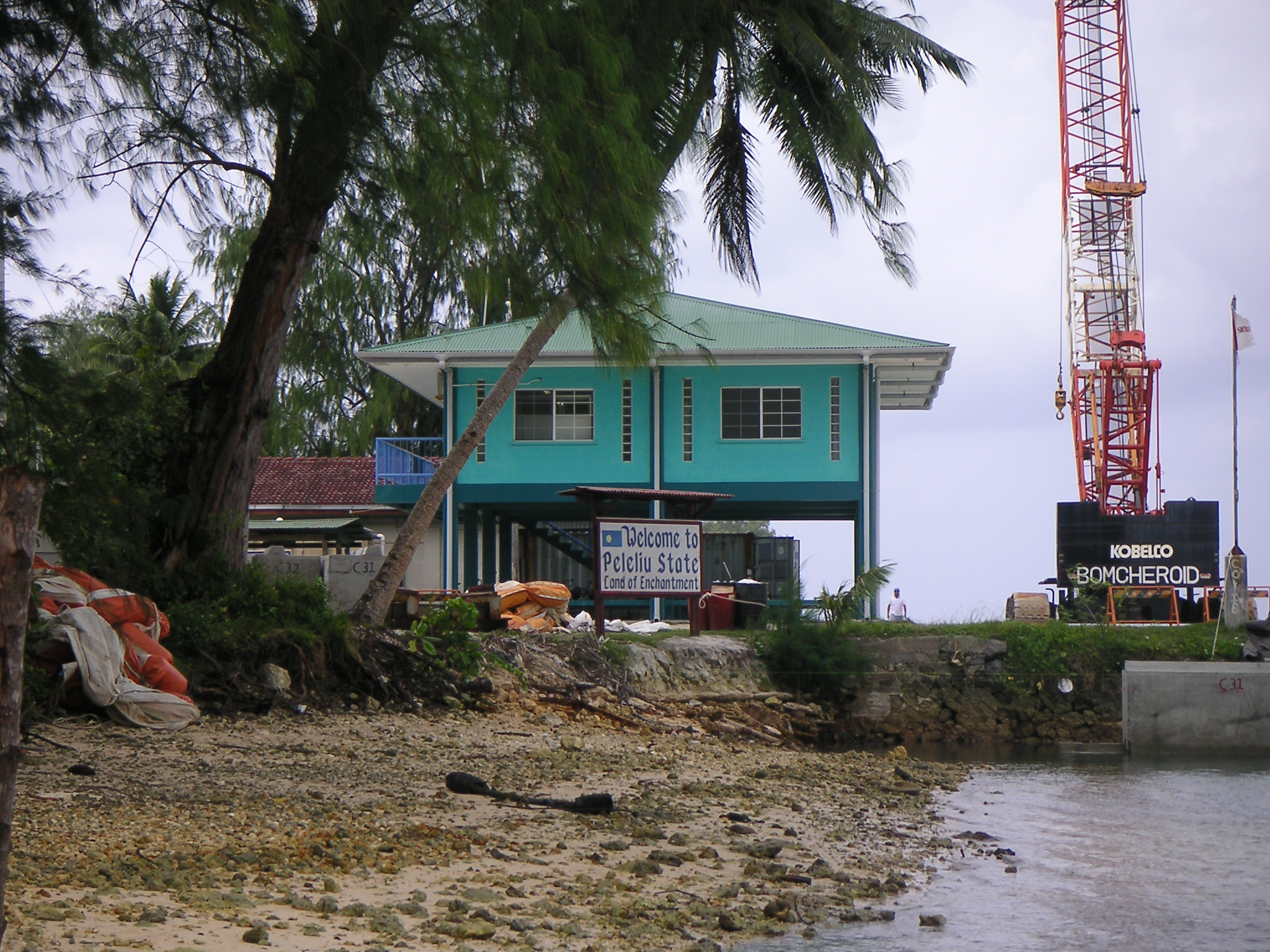
ペリリュー島ノースドック（2006年10月4日撮影）
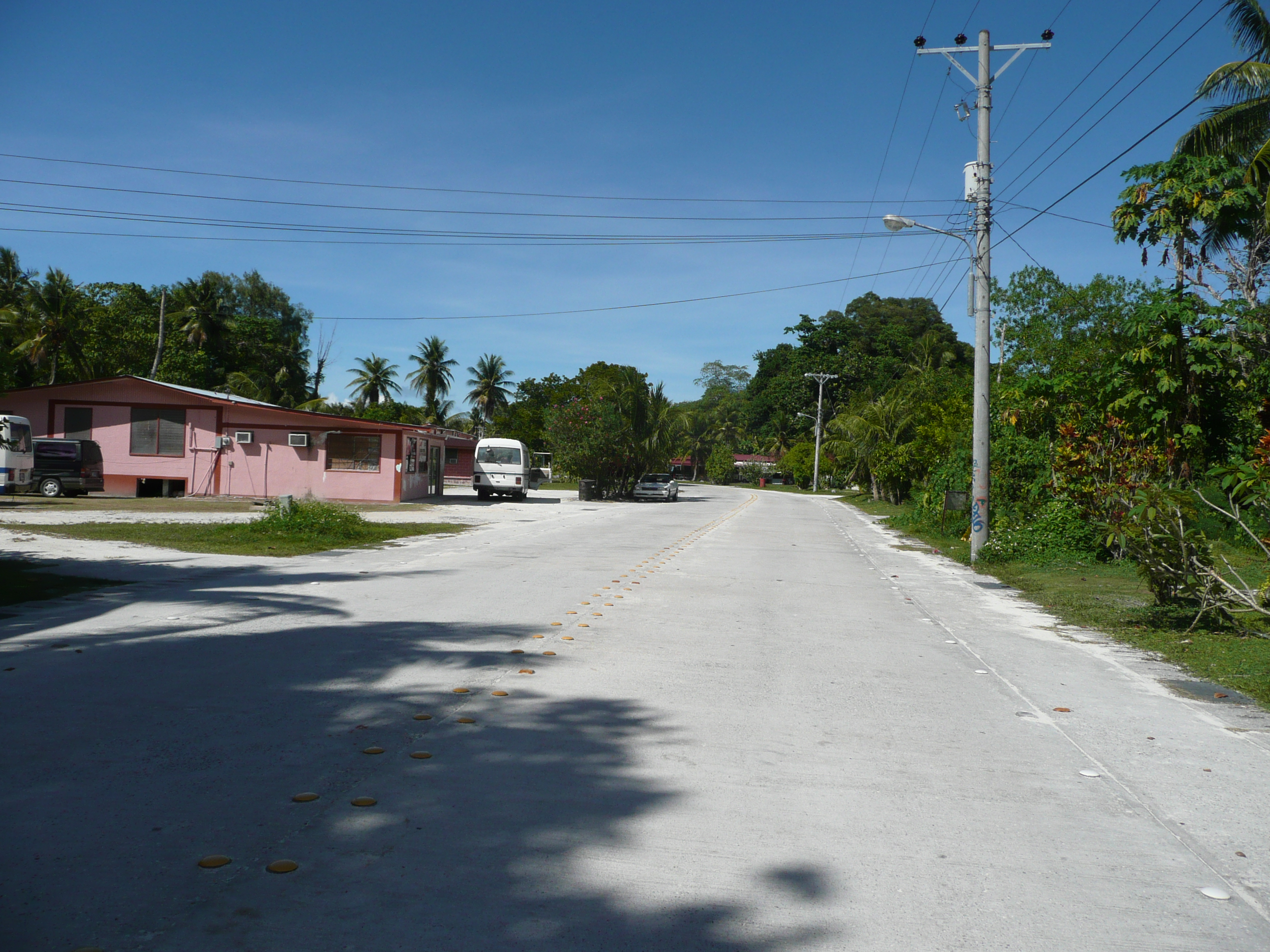
ペリリュー島のメインストリート（2010年3月27日撮影）
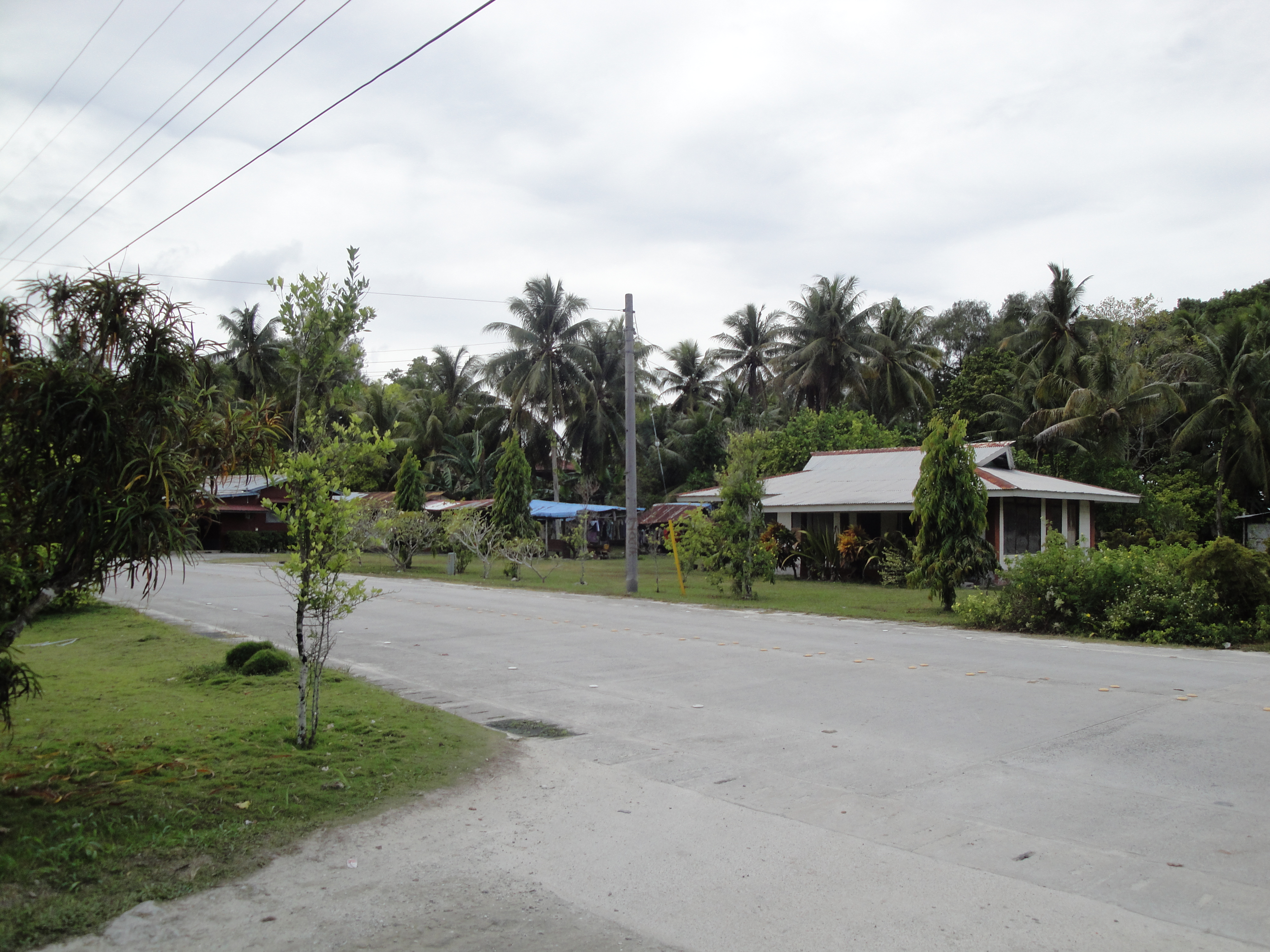
ペリリュー島の市街地
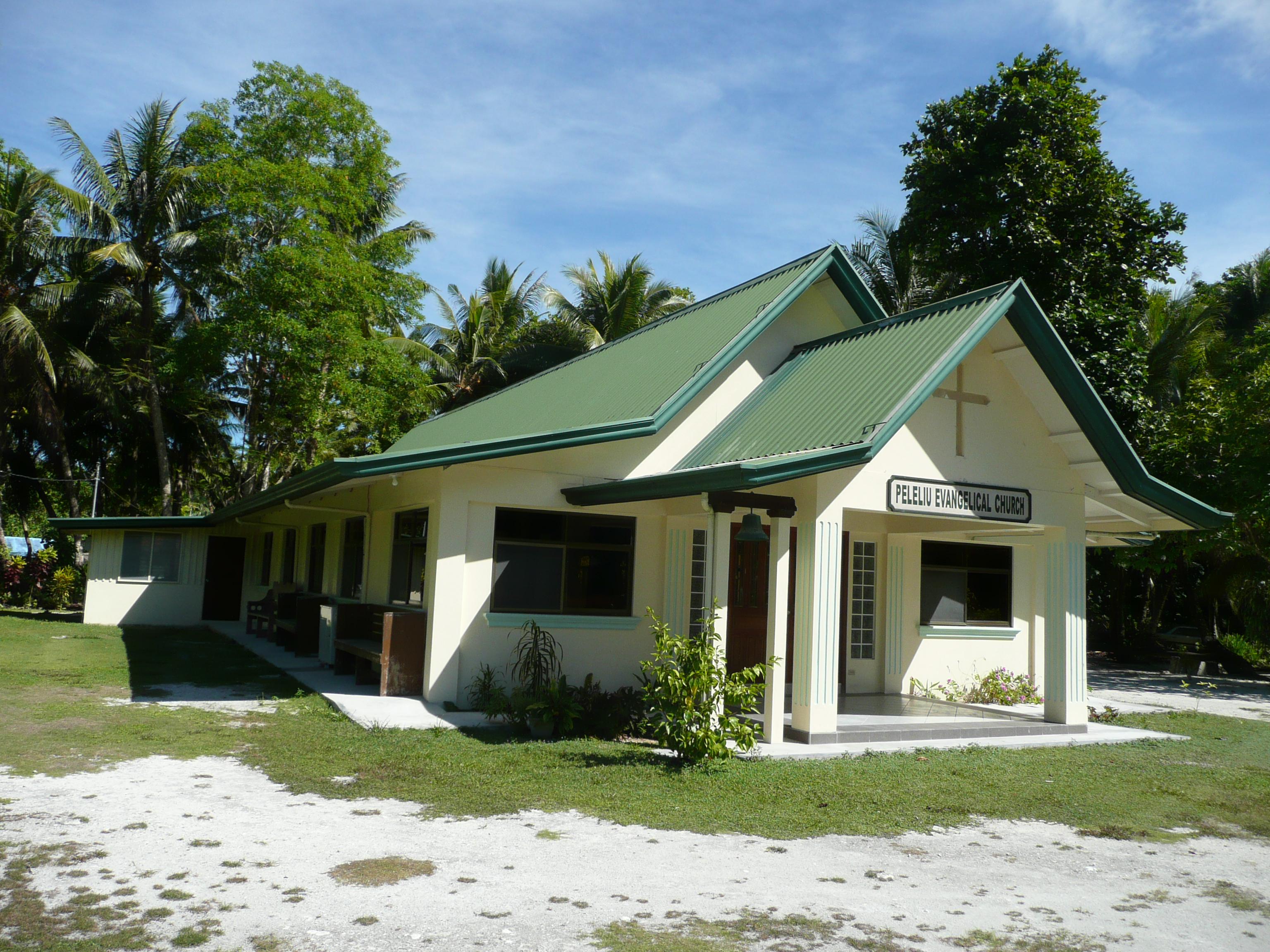
ペリリュー島内にある教会（2010年3月27日撮影）
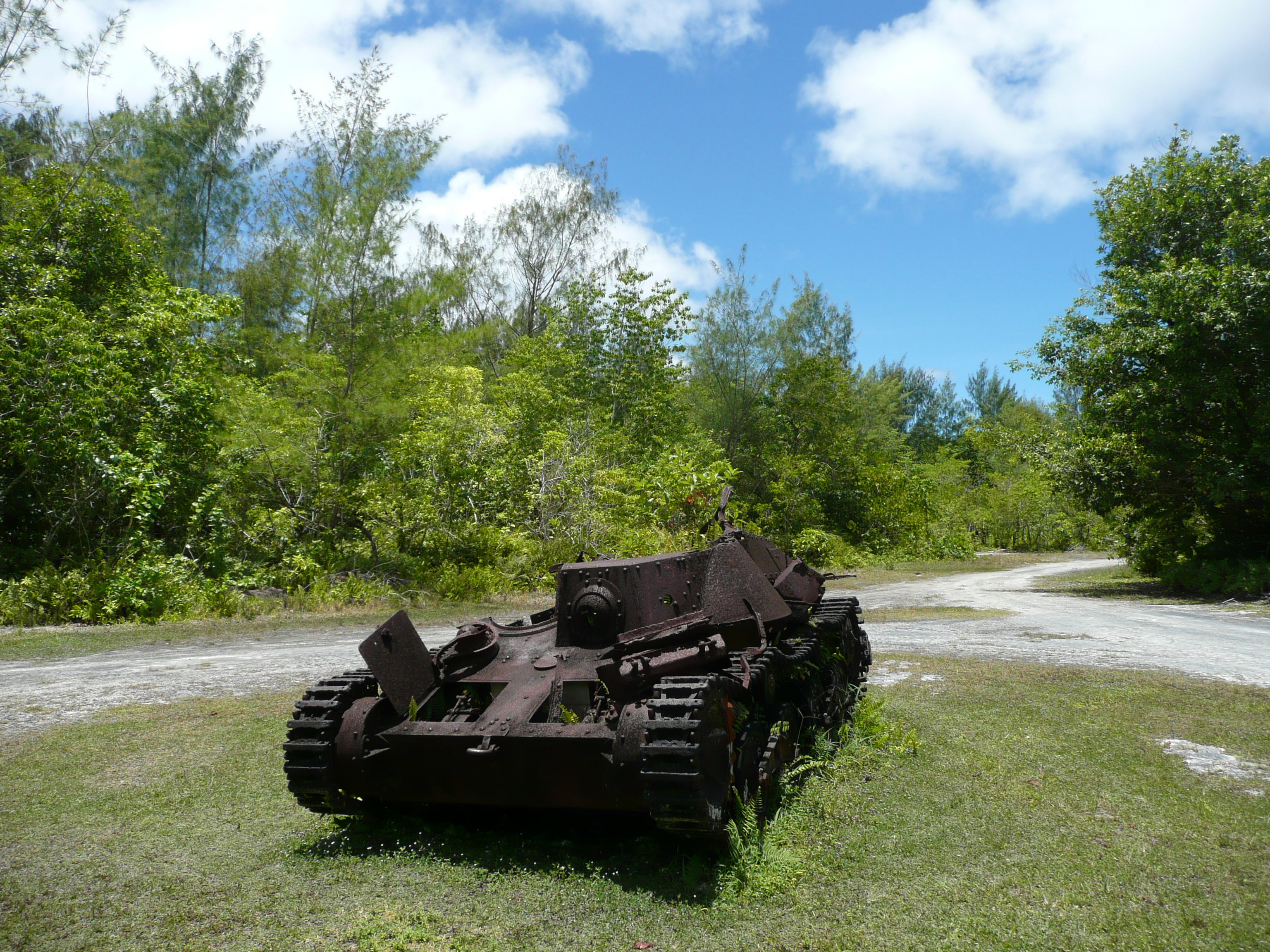
ペリリュー島に遺棄された九五式軽戦車（2010年3月27日撮影）
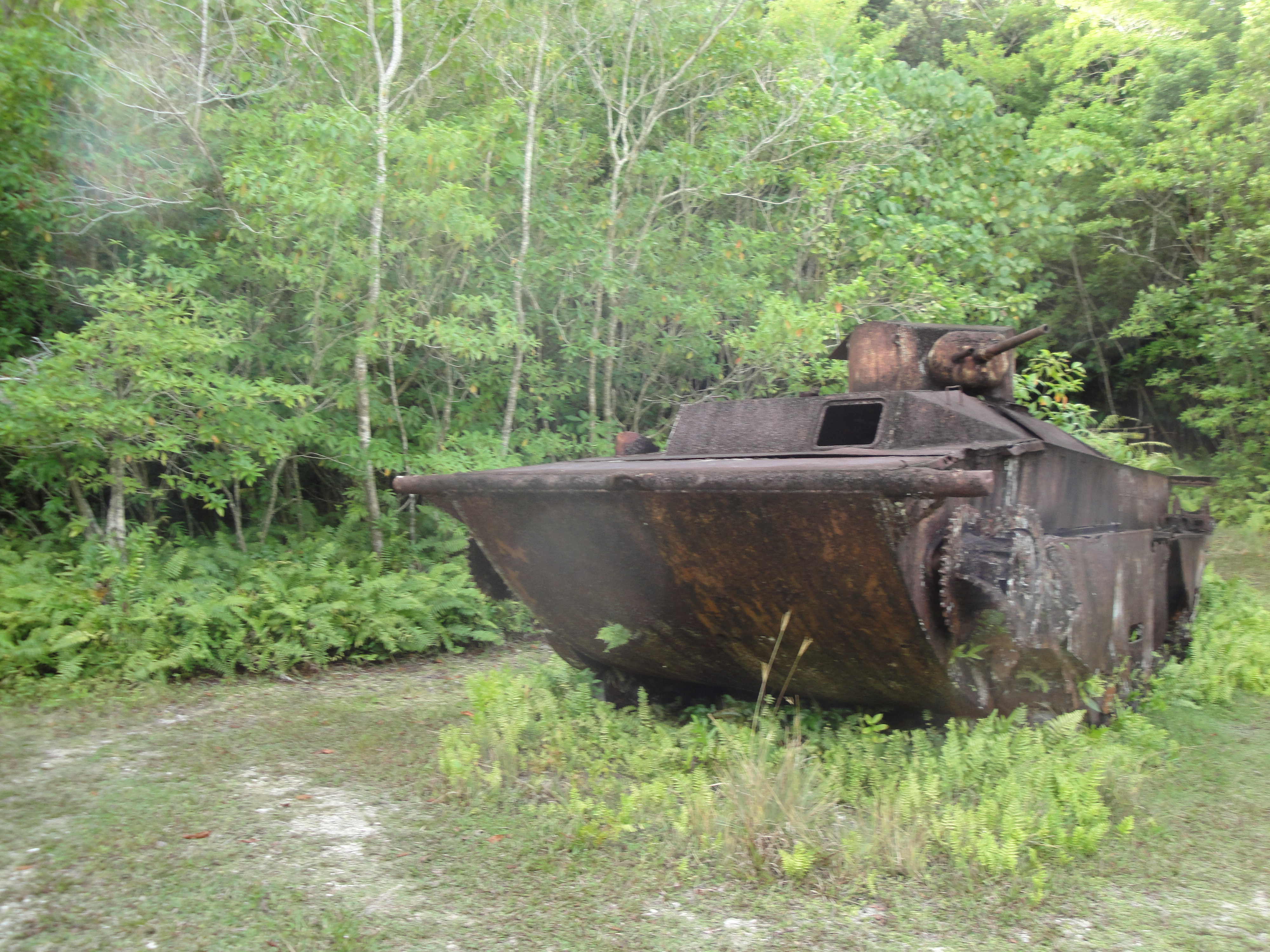
同じく遺棄された米軍のLVT
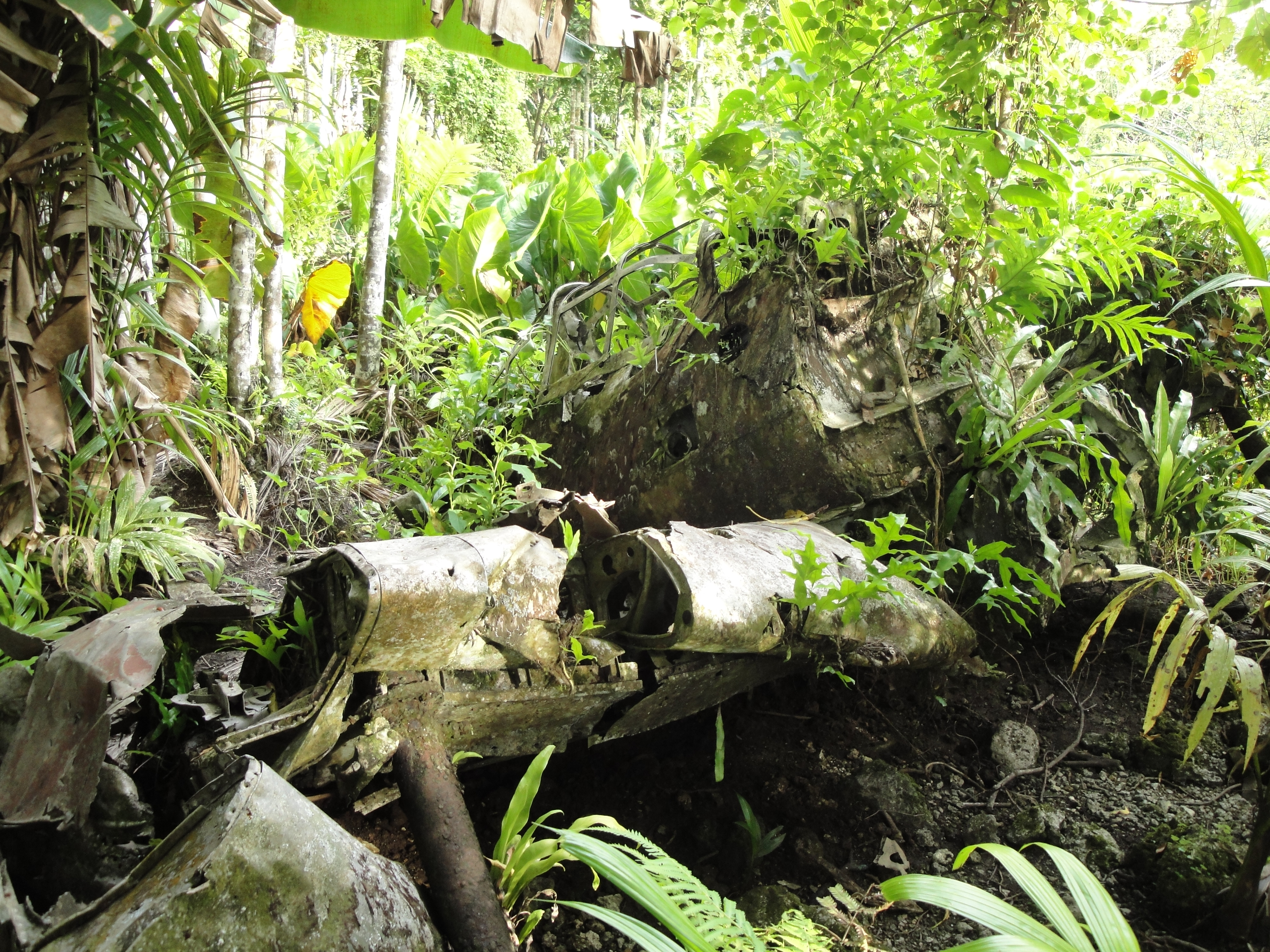
零式艦上戦闘機の残骸
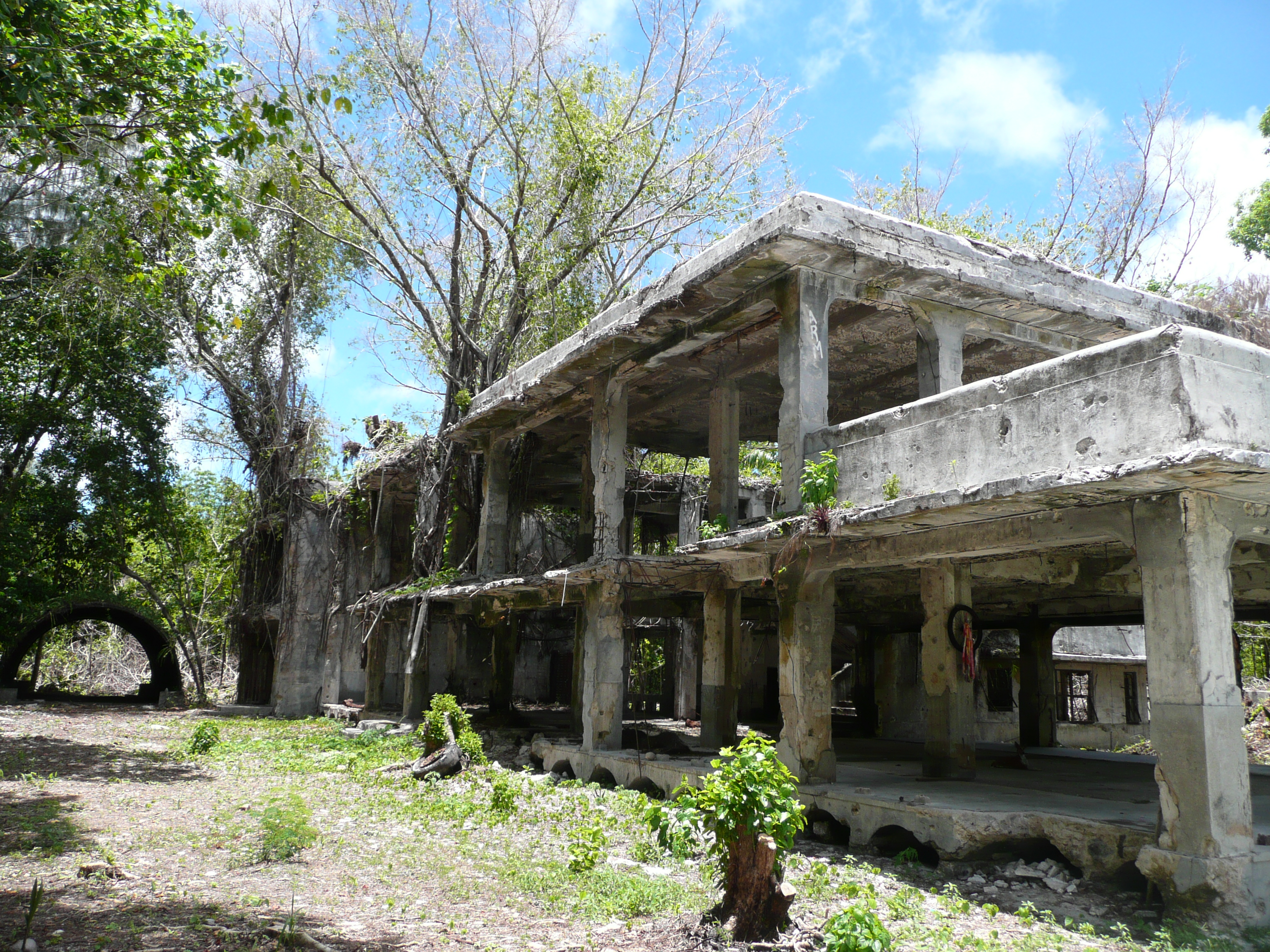
旧日本軍司令部跡
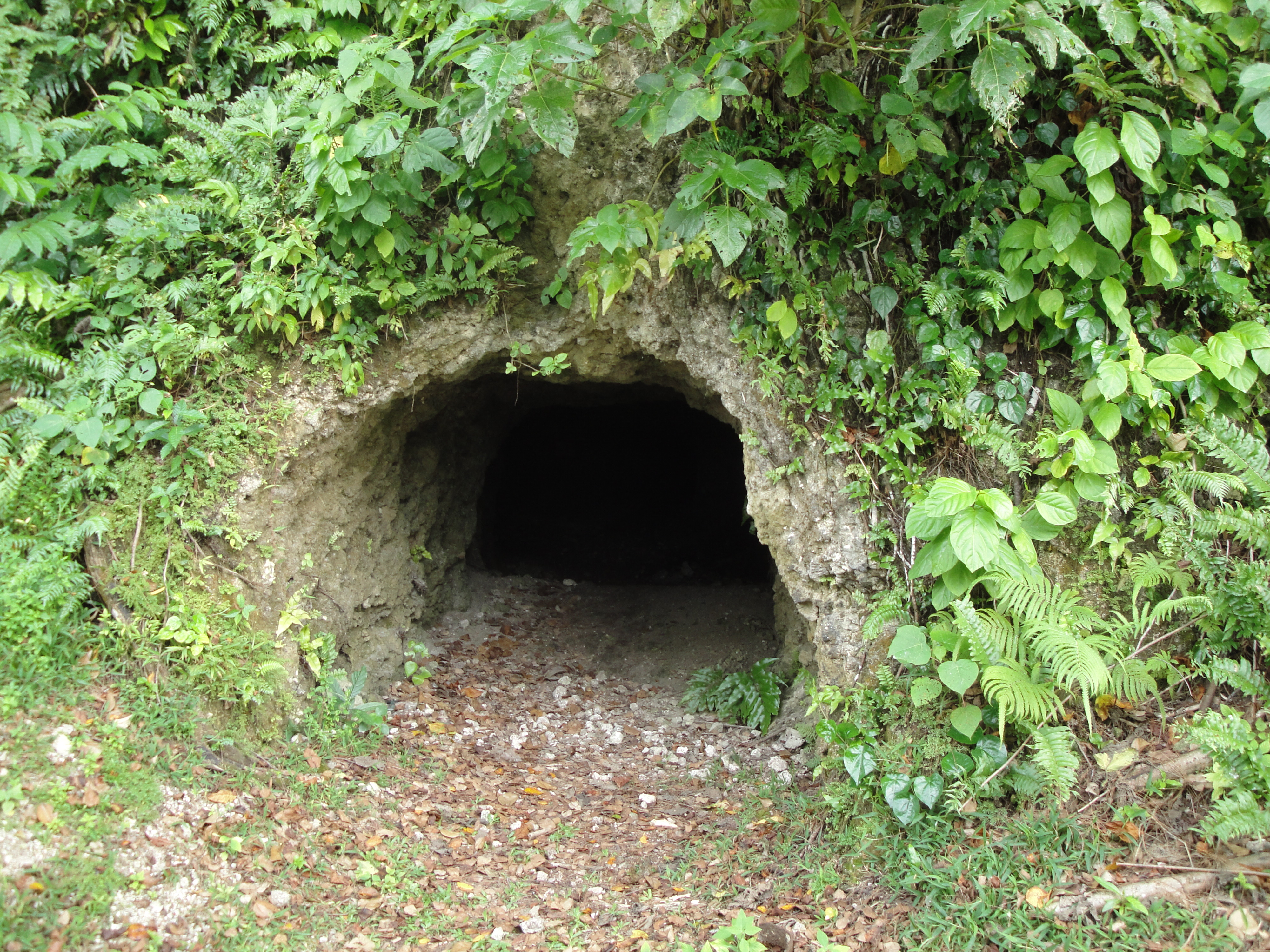
日本軍が抵抗に利用した千人洞窟

## 註
1. ↑  日本大百科全書(ニッポニカ) 小学館
2. ↑  なお、同時期に南西のアンガウル島でもアンガウルの戦いが行われている。
3. ↑  “皇室:パラオ・ペリリュー島　両陛下の訪問を歓迎”. 毎日新聞社. (2014年12月12日) 2014年12月13日閲覧。 {{cite news}}: |work=、|newspaper=引数が重複しています。 (説明)⚠
4. ↑  “パラオの「ペリリュー州北港整備計画」に対する無償資金協力について”.  外務省 (2005年12月29日). 2014年6月3日閲覧。